# Agelanthus kraussianus
Agelanthus kraussianus är en tvåhjärtbladig växtart som först beskrevs av Carl Daniel Friedrich Meisner, och fick sitt nu gällande namn av R. M. Polhill & D. Wiens. Agelanthus kraussianus ingår i släktet Agelanthus och familjen Loranthaceae. Inga underarter finns listade i Catalogue of Life.